# Mistrzostwa Świata Juniorek w Hokeju na Lodzie 2015
8. Mistrzostwa Świata Juniorek w Hokeju na Lodzie – edycja mistrzostw świata juniorek w hokeju na lodzie, zorganizowana w dniach 5-12 stycznia 2015 roku przez IIHF w amerykańskim mieście Buffalo.
Miejsca pozostałych rozgrywek:
- I Dywizja: Vaujany, Francja
- I Dywizja - turniej kwalifikacyjny: Katowice, Polska

Tytuł zdobyły zawodniczki Stanów Zjednoczonych, które pokonały w finale po dogrywce Kanadyjki 3:2.

## Elita
| Lp.    | Drużyna    |
| ------ | ---------- |
| złoto  | USA        |
| srebro | Kanada     |
| brąż   | Rosja      |
| 4      | Czechy     |
| 5      | Finlandia  |
| 6      | Szwecja    |
| 7      | Szwajcaria |
| 8      | Japonia    |

W tej części mistrzostw uczestniczyło najlepsze 8 drużyn na świecie. System rozgrywania meczów jest inny niż w niższych dywizjach.
Pierwsza runda grupowa odbywała się w dwóch grupach po cztery drużyny. Zwycięzca grupy awansował do półfinałów. Zespoły z miejsc drugich i trzecich awansują do ćwierćfinałów, których zwycięzcy przeszli do półfinałów. Drużyny, które w fazie grupowej zajęły czwarte miejsce rozegrały między sobą mecze o utrzymanie. Drużyna, która dwukrotnie zwyciężyła pozostaje w elicie, natomiast przegrany spadł do I dywizji.

## Pierwsza dywizja
| Lp. | Drużyna  |
| --- | -------- |
| 1   | Francja  |
| 2   | Norwegia |
| 3   | Słowacja |
| 4   | Niemcy   |
| 5   | Węgry    |
| 6   | Austria  |

Do mistrzostw pierwszej dywizji przystąpiło 6 zespołów, które walczyły w jednej grupie systemem każdy z każdym. Zwycięzca turnieju awansował do mistrzostw świata elity w 2016 roku, najsłabsza drużyna zaś spadła do kwalifikacji pierwszej dywizji.
Mecze rozegrane zostały we francuskim Vaujany pomiędzy 4 a 10 stycznia 2015 roku.

## Turniej kwalifikacyjny pierwszej dywizji
| Lp. | Drużyna         |
| --- | --------------- |
| 1   | Dania           |
| 2   | Włochy          |
| 3   | Polska          |
| 4   | Kazachstan      |
| 5   |                 |
| 6   | Wielka Brytania |

Do mistrzostw pierwszej dywizji kwalifikacyjnej przystąpiło 6 zespołów, które walczyły w jednej grupie systemem każdy z każdym. Zwycięzca turnieju (Dania) wywalczył awans do mistrzostw świata pierwszej dywizji, w której walczą o awans do elity.
Mecze rozegrano w Katowicach od 19 do 25 stycznia 2015 roku i wystąpiła w nich reprezentacja Polski.